# Marleen Janssen
Helena Johanna Maria (Marleen) Janssen (Breda, 1955) is hoogleraar Orthopedagogiek aan de Rijksuniversiteit Groningen. Ze is de eerste en enige hoogleraar ter wereld die zich specifiek richt op de communicatie met doofblinde mensen.

## Biografie
Marleen Janssen studeerde orthopedagogiek aan de Universiteit Utrecht. Ze werkte als leerkracht bij Visio en later als orthopedagoog bij Viataal in Sint-Michielsgestel. Tijdens haar werk begon ze met onderzoek doen naar de manier waarop je met doofblinde mensen contact kunt maken. In 2003 promoveerde ze aan de Radboud Universiteit Nijmegen op een onderzoek naar "harmonieuze interacties met doofblinden". Een jaar later startte ze als universitair docent op de afdeling Special Needs Education and Youth Care, Faculteit Gedrags- en Maatschappijwetenschappen van de Rijksuniversiteit Groningen (RUG). Vanaf 2006 is Janssen hoofd van de Engelstalige masteropleiding Communication and Deafblindness. In november 2016 werd het 10-jarig bestaan van deze masteropleiding gevierd met een internationaal congres. Er waren toen ongeveer 65 studenten vanuit de hele wereld afgestudeerd. Studenten komen voor de opleiding één maand naar Groningen en studeren de rest van het jaar op afstand.
Sinds maart 2008 is ze hoogleraar Orthopedagogiek aan de Rijksuniversiteit Groningen. Haar leeropdracht is aangeboren en vroegverworven doofblindheid. Ze onderzoekt de effectiviteit van nieuwe interactie- en communicatiemethoden voor kinderen en volwassenen met doofblindheid. Tot oktober 2018 was Janssen de enige hoogleraar Doofblindheid ter wereld. Toen werd Andrea Wanka aan de Lerarenopleiding van Heidelberg benoemd tot hoogleraar Doofblindheid. Wanka specialiseert zich in de professionele ontwikkeling van doofblinden.
Janssen geeft les aan zowel bachelor- als masterstudenten van de RUG. Ze doceert vakken over sensoriële, verstandelijke en lichamelijke beperkingen, ethische kwesties in het onderwijs, communicatie met doofblinden, het schrijven van een scriptie en ontwikkelingsgerichte theorieën en modellen. De promovendi van Janssen doen (vervolg)onderzoek naar contact met doofblinde kinderen en hoe deze kinderen bijvoorbeeld emoties uiten.
Janssen is codirecteur van het Research Centre on Profound and Multiple Disabilities van de RUG, een onderzoeksinstituut dat zich richt op personen met ernstige verstandelijke en meervoudige beperkingen en personen met doofblindheid. Tevens is ze hoofdredacteur van het wetenschappelijke tijdschrift Journal Deafblind Studies on Communication. Ze werkt samen met Kentalis en andere organisaties die zich bezig houden met doofblindheid, zoals Bartiméus en Visio. Daarbij bekleed ze een bestuursfunctie bij Deafblind International en is ze voorzitter van The DBI Communication Network.